# Liste der Kapellen im Bistum Aachen – Region Aachen-Stadt
Die Liste der Kapellen im Bistum Aachen – Region Aachen-Stadt listet die pfarrgebundenen und Privatkapellen auf, die im Bereich der GdG Aachen-Mitte, GdG Aachen-Nord, GdG Aachen-Ost/Eilendorf, GdG Aachen-Forst/Brand, GdG Aachen-Kornelimünster/Roetgen, GdG Aachen-Burtscheid, GdG Aachen-Nordwest und GdG Aachen-West im Bistum Aachen stehen. Die betreffenden Pfarren sind in der Liste der Kirchen im Bistum Aachen – Region Aachen-Stadt einsortiert.

## Liste
| Bild           | Name                                     | Ort                          | Pfarrei                                | Gemeinschaft der Gemeinden    | Baudaten |
| -------------- | ---------------------------------------- | ---------------------------- | -------------------------------------- | ----------------------------- | --- |
|                | Elisabethkapelle                         | Aachen                       | Heilig-Geist-Kirche Aachen (bis 1989)  | Aachen/West                   | 1868 neugotische Kapelle, anfangs Teil des städtischen Elisabeth-Krankenhauses, seit 1989 im Besitz von missio Aachen. |
|                | Franziskuskapelle                        | Aachen                       | Heilig-Geist-Kirche Aachen             | Aachen/West                   | 1925 neugotische Kapelle, erbaut im Rahmen einer Erweiterung des Franziskushopitals Aachen um ein Schwesternwohnheim mit Kapellenanbau im rückwärtigen Garten für die Franziskanerinnen von der Heiligen Familie. |
|                | Johanneskapelle                          | Aachen                       |                                        |                               | 13./14. Jh. Einzige erhalten gebliebene Kapelle von mehreren rund um das Atrium des Aachener Doms, diente von Beginn an als Taufkapelle. |
| weitere Bilder | Kind-Jesu-Kapelle                        | Aachen                       |                                        |                               | erbaut 1851; Wiederaufbau 1957, Neugestaltung 2017; Ehemalige Klosterkapelle der Schwestern vom armen Kinde Jesus, jetzt in Besitz des Bistums Aachen letzte Ruhestätte der Ordensgründerin Clara Fey. |
|                | Krankenhauskapelle Luisenhospital Aachen | Aachen                       |                                        |                               | 1928 Architekt: Landesbaurat Erich Sturm. An der Außenwand ein barocker Wappenstein des Bischofs von Lausanne Claude-Antoine Duding mit der Jahreszahl 1749. Duding war 1718 Komtur der Johanniter-Kommende Aachen am ehemaligen Hof Gut Kullen in Vaalserquartier. |
|                | Pius-Kapelle                             | Aachen-Steinebrück           |                                        |                               | Kapelle des Bischöflichen Pius-Gymnasiums; im Besitz des Bistums Aachen |
| weitere Bilder | Roskapellchen                            | Aachen                       | St. Jakob, Aachen                      | Aachen/West                   | Pilgerkapelle; 1758/1759; Johann Joseph Couven (zugeschrieben) |
|                | Jakobuskapelle                           | Aachen-Brand                 |                                        |                               | Privatkapelle; 2002; Gestiftet als Marienkapelle von dem Ehepaar Alfred und Anna Steyns. 2012 Schenkung einer Jakobsfigur der Pfarrgemeinde St. Donatus, Brand und Umwidmung als Jakobuskapelle für die Jakobspilger. |
| weitere Bilder | Vincenzkapelle                           | Aachen-Brand-Niederforstbach | St. Donatus, Brand                     | Aachen-Forst/Brand            | 1756, errichtet als „Erdbebenkapelle“; sie dient der Pfarre St. Donatus für Rosenkranzandachten, Betstunden für Verstorbene und gelegentliche Taufen |
| weitere Bilder | Marienkapelle                            | Aachen-Burtscheid            | St. Gregor von Burtscheid              | Aachen-Burtscheid             | 1902–1903; Architekt: Peter Friedrich Peters Nach den Kriegsschäden wurde sie zwischen 1957 und 1964 von dem Architekten Peter Salm wiederhergestellt |
| weitere Bilder | Apolloniakapelle                         | Aachen-Eilendorf             | St. Apollonia, Eilendorf               | Aachen-Ost/Eilendorf          | 1774; einzige erhaltene von ehemals fünf Kapellen im Ort; steht unter der Obhut eines Fördervereins |
| weitere Bilder | Josefskapelle                            | Aachen-Forst-Lintert         | St. Katharina, Forst                   | Aachen-Forst/Brand            | 1908–1909 sie dient der Pfarre St. Katharina als Filialkirche für gelegentliche Kleinkindergottesdienste, Hochzeit- und Tauffeiern |
| weitere Bilder | Kapelle St. Bernhard                     | Aachen-Friesenrath           | St. Anna, Walheim                      | Aachen-Kornelimünster/Roetgen | 1938/1939; Architekt: Karl Schmitz; dient der Pfarre St. Anna zu verschiedenen Anlässen als Filialkirche |
| weitere Bilder | Kriegerkapelle                           | Aachen-Friesenrath           |                                        |                               | 1906; ehemalige Friedhofskapelle, jetzt Gedenkstätte für die Opfer beider Weltkriege |
| weitere Bilder | Friedenskapelle                          | Aachen-Haaren                | St. Germanus, Haaren                   | Aachen-Nord                   | 1969; Architekt: Paul Stollmann; Von Bürgern des Ortes gestiftet; dient für jährliche Stiftermessen und Gebetstreffen für die Aachener Friedenstage sowie als Ort für Trauungen |
| weitere Bilder | Hubertuskapelle                          | Aachen-Horbach               |                                        |                               | 1902; auf Horbacher Grund, aber vom Kreuzverschönerungsverein aus dem benachbarten Pannesheide betreut; 1992 und 2002 umfassend renoviert |
|                | Fatima-Kapelle                           | Aachen-Horbach               | St. Heinrich, Horbach                  | Aachen-Nordwest               | 1957; Architekt: Franz Spiertz im Jahr 1993 grundlegend renoviert und ausgebaut Stiftungskapelle zum 25-jährigen Jubiläums des Pfarrers Klein |
| weitere Bilder | Antoniuskapelle                          | Aachen-Kornelimünster        | St. Kornelius, Kornelimünster          | Aachen-Kornelimünster/Roetgen | 1756/1757 diente von 1945 bis 1965 der Evangelischen Gemeinde Kornelimünster/Zweifall als Gotteshaus; 1986 grundlegend restauriert |
| weitere Bilder | Kapelle Maria im Schnee                  | Aachen-Kornelimünster        |                                        |                               | 1658; ehemalige Eremitage und Pilgerkapelle. Am Weg zu ihr stehen seit 1908 sieben Fußfallstationen für die Sieben Schmerzen Mariens |
|                | Kapelle Mariä Schutz                     | Aachen-Kornelimünster        |                                        |                               | 1960; errichtet im Garten der Neuen Benediktinerabtei in Kornelimünster |
|                | Privatkapelle                            | Aachen-Kornelimünster        |                                        |                               | 2010; errichtet am Eingang des Gutshofs Ganser am Iternberg in Bruchsteinbauweise mit Giebeldach. Spitzbogentürrahmen mit schmiedeeisernen Flügeltür, darüber kleines Holzkreuz. Im Inneren auf einem abgestuften quadratischen Steinsockel ein hohes Holzkreuz mit hölzernen Korpus, umhängt mit einem Rosenkranz. Dahinter ein kleines Spitzbogenfenster mit verziertem Buntglas. An der Wand eine Holztafel mit der Inschrift: „A.D. 2010. H.G. M.G.“, (Heinz Ganser und Mathilde Ganser). |
| weitere Bilder | Schneebergkapelle                        | Aachen-Laurensberg           |                                        |                               | 1963; Privatkapelle; gestiftet durch Bauer Maahsen aufgrund eines Gelübdes |
|                | Kapelle Mariä Geburt                     | Aachen-Preuswald             | Heilig-Geist-Kirche Aachen (bis 1976)  |                               | 1930 ehemalige Kapelle der Jugendeinrichtung Maria im Tann, Architekt Philipp Kerz. Nach dem Bau des neuen Gemeindezentrums im Jahr 1976 wurde die Kapelle profaniert. Heute dient sie als Mehrzweck- und Turnhalle sowie Station für Fronleichnamsprozessionen |
|                | Hubertuskapelle                          | Aachen-Richterich            |                                        |                               | 1959 betreut durch die St. Hubertus Schützenbruderschaft Richterich 1816 |
| weitere Bilder | Dreifaltigkeitskapelle                   | Aachen-Schleckheim           | St. Rochus, Oberforstbach              | Aachen-Kornelimünster/Roetgen | 17. Jh., 1869 Erweiterung; dient der Pfarre St. Rochus zu verschiedenen Anlässen als Filialkirche |
|                | Kapelle St. Raphael                      | Aachen-Soers                 | Franziska von Aachen/Aachen (bis 2003) | Aachen-Mitte                  | 1903 ehemalige Klosterkapelle der Ordensgemeinschaft der Töchter vom Heiligen Kreuz; mit der Aufgabe des Klosters im Jahr 2003 wurde sie zu Wohnzwecken für die dortige Seniorenresidenz Raphaelhöfe umgewidmet. |
| weitere Bilder | Marienkapelle                            | Roetgen                      | St. Hubertus, Roetgen                  | Aachen-Kornelimünster/Roetgen | 1656–1660 erbaut als Pfarrkirche, 1860 Rückbau zur Kapelle |
| weitere Bilder | Giersbergkapelle                         | Rott                         | St. Hubertus, Roetgen                  | Aachen-Kornelimünster/Roetgen | 1952; zugleich 13. Station des Kreuzweges Giersberg |